# Oligoryzomys victus
Oligoryzomys victus (Коліларго сентвінсентський) — вид гризунів з родини Хом'якові (Cricetidae).

## Проживання
Цей вид відомий тільки з типового екземпляра з типового місцезнаходження: Малі Антильські острови, Сент-Вінсент.

## Поведінка
Кістки були присутні в кухнях аборигенів, отже, можливо, ці гризуни були досить поширеними.

## Загрози та охорона
Цей вид не був записаний з 1892 року. Чорні та коричневі пацюки і мангусти, присутні на острові, ймовірно призвели до вимирання виду.
| Панда | Це незавершена стаття з теріології. Ви можете допомогти проєкту, виправивши або дописавши її. |